# Leah Nugent
Leah Nugent (née le 23 novembre 1992) est une athlète jamaïcaine, spécialiste du 400 mètres haies.

## Biographie

### Palmarès
| Date | Compétition        | Lieu           | Résultat | Épreuve     | Temps   |
| ---- | ------------------ | -------------- | -------- | ----------- | ------- |
| 2016 | Jeux olympiques    | Rio de Janeiro | 6e       | 400 m haies | 54 s 45 |
| 2018 | Championnats NACAC | Toronto        | 5e       | 400 m haies | 55 s 74 |

### Records
| Épreuve     | Performance | Lieu           | Date         |
| ----------- | ----------- | -------------- | ------------ |
| 400 m haies | 54 s 45     | Rio de Janeiro | 18 août 2016 |